# Ломбардские Альпы
Ломба́рдские А́льпы — собирательное название горных хребтов и массивов Альп, расположенных главным образом в пределах административной области Ломбардия в Италии.
Ломбардские Альпы включают в себя южную часть Ретийских Альп (массив Бернина высотой до 4049 м), массивы Ортлес, Адамелло. Южнее продольной долины Вальтеллина с рекой Адда расположены Бергамские Альпы (Ломбардские Предальпы) и крупные озёра Лаго-Маджоре, Комо, Изео, Гарда.